# Cavall de Merens
El cavall de Merens és una raça de cavall oriünda de Catalunya i França, al Pirineu Oriental, que coincideix amb el departament francès de l'Arieja, Andorra, i la Cerdanya, reconeguda com a tal des de l'1 gener de 1998 pel Registre de Referència Internacional. La carta la concedeixen a França, on els donen el nom Pony Ariégeois de Mérens, i a Catalunya hi ha una associació (ACCRA) dedicada a la seva cria. A Alemanya és també una raça molt popular.
Hi ha una tendència a considerar-la erròniament més una raça francesa que raça ibèrica, atès que la seva àrea de distribució és més extensa al país gal que aquí.
Es tracta d'un cavall veritable, i no d'un poni, de característiques similars a altres races procedents del tronc del nord de la península Ibèrica. En línies generals recorda al Cavall Pottoka, però és més massiu que aquest . El Merens sembla una barreja de Pottoka o antics cavalls salvatges pirinencs, amb cavalls ibèrics i amazics.
És un cavall rústic de muntanya i no de l'altiplà, així que el seu pas és molt ferm sobre terrenys accidentats. També resulta molt resistent a les inclemències del temps i a la manca d'aliment, sent per tant un cavall que ha estat molt usat pels habitants d'aquestes regions per les seves qualitats.
El registre racial reconeix les següents característiques.
- Talla: 1,45 m d'alçada a la creu com a mitjana
- Pes: al voltant dels 400kg, resulta pesat i massiu per a la seva mida.
- Color: negre profund (Els poltres neixen de color negre, gris platejat o cafè amb llet).
- Crin: abundant, dura i sovint ondulada.
- Cap: expressiu.
- Coll: de longitud mitjana, ben dirigit.
- Pit: bé obert.
- Esquena: mitjanament llarga, amb suficient inclinació.
- Llom: sòlid, ample i musculós, apte per a les tasques de camp.
- Gropa: arrodonida i amb la cua implantada baixa, com és habitual en les races ibèriques

Igual que moltes altres races que sempre han estat usades com a bèsties de treball, el Merens va patir un retrocés a causa de la mecanització del camp. No obstant això, la raça no es troba en perill, ja que ha estat "reciclada" per a altres usos, com ara Hipoteràpia, Horseball, tir lleuger i finalitats turístiques pels països on és criat.